# Leon Nitecki
Leon Nitecki (ur. 7 lipca 1901 w Łodzi, zm. 29 listopada 1984 tamże) – polski dermatolog i wenerolog, poseł na Sejm PRL IV kadencji (1965–1969).

## Życiorys
Ukończył gimnazjum w Łodzi. Studiował na Wydziale Medycznym Uniwersytetu Jagiellońskiego. Od 1929 zatrudniony jako lekarz w uczelnianej Klinice Dermatologicznej. Po ukończeniu studiów i powrocie do Łodzi pracował w charakterze lekarza w Ubezpieczalni Społecznej oraz ordynatora oddziału chorób skóry szpitala US. W czasie II wojny światowej pozostał w okupowanej Łodzi, gdzie kontynuował pracę w zawodzie. Po 1945 był inspektorem szpitala miejskiego, a od 1946 do 1949 stał na czele Referatu ds. Walki z Chorobami „W” przy Wydziale Zdrowia Urzędu Miejskiego. Od 1949 dyrektorował Centralnej Poradni Skórno-Wenerologicznej. Był konsultantem ds. dermatologii i wenerologii miasta Łodzi.
W 1945 rozpoczął działalność w Stronnictwie Demokratycznym. Osiem lat później stanął na czele Miejskiego Komitetu SD, a w 1954 wszedł w skład Rady Narodowej miasta Łodzi (w latach 1961–1965 szef klubu radnych SD). Od 1958 pełnił obowiązki wiceprzewodniczącego Wojewódzkiego Komitetu SD. Po przemianach w 1956 stanął na czele Łódzkiego Komitetu Frontu Jedności Narodu. W wyborach w 1965 rekomendowano go do Sejmu PRL IV kadencji z okręgu Łódź–Bałuty. Zasiadał w Komisji Zdrowia i Kultury Fizycznej jako jej wiceprzewodniczący. Po odejściu z Sejmu był m.in. honorowym przewodniczącym Łódzkiego Komitetu SD.
Odznaczony m.in. Orderem Sztandaru Pracy II klasy, Krzyżem Kawalerskim i Oficerskim Orderu Odrodzenia Polski, Srebrnym (1949) i Złotym Krzyżem Zasługi, Medalem 10-lecia Polski Ludowej (1955), 30-lecia Polski Ludowej i 40-lecia Polski Ludowej, odznaką honorową „Za wzorową pracę w służbie zdrowia” (1951), a także Honorową Odznaką miasta Łodzi i Odznaką 1000-lecia Państwa Polskiego (1966).
Zmarł w 1984, został pochowany na Starym Cmentarzu w Łodzi.